# 世界選手権自転車競技大会マウンテンバイクマラソン2012
世界選手権自転車競技大会マウンテンバイクマラソン2012は、世界選手権自転車競技大会マウンテンバイクマラソンの2012年のレース。2012年10月6日と7日の両日、 フランス・オルナンで行われた。

## 結果

### 男子
10月7日
|    | 選手名                   | 国籍     | 時間          |
| -- | ------------------------ | -------- | ------------- |
|    | ペリクリス・イリアス     | ギリシャ | 4時間18分17秒 |
| 2  | モーリツ・ミーラツ       | ドイツ   | 4時間20分54秒 |
| 3  | クリスティアン・ヒネク   | チェコ   | 4時間21分15秒 |
| 4  | クリストフ・ザウザー     | スイス   | 4時間21分15秒 |
| 5  | イジー・ノヴァーク       | チェコ   | 4時間23分16秒 |
| 6  | マルティン・グーヤン     | スイス   | 4時間23分42秒 |
| 7  | トマ・ディーチュ         | フランス | 4時間24分30秒 |
| 8  | アレクセイ・メドヴェデフ | ロシア   | 4時間25分10秒 |
| 9  | ティム・ボーメ           | ドイツ   | 4時間25分22秒 |
| 10 | アレクサンドレ・モース   | スイス   | 4時間27分18秒 |
| 68 | 松本駿                   | 日本     | 5時間29分09秒 |

### 女子
10月7日
|    | 選手名                       | 国籍       | 時間          |
| -- | ---------------------------- | ---------- | ------------- |
|    | アニカ・ラングヴァズ         | デンマーク | 3時間52分23秒 |
| 2  | グン＝リタ・ダーレ・フレショ | ノルウェー | 3時間53分08秒 |
| 3  | エズター・ズュス             | スイス     | 3時間54分04秒 |
| 4  | イリナ・カレンティエヴァ     | ロシア     | 4時間05分13秒 |
| 5  | サリー・ビガム               | イギリス   | 4時間06分20秒 |
| 6  | エリーザベト・ブランダウ     | ドイツ     | 4時間09分02秒 |
| 7  | ヤーネ・ヌスリ               | ドイツ     | 4時間13分02秒 |
| 8  | サブリナ・エノー             | フランス   | 4時間13分22秒 |
| 9  | ボリヒルド・レヴセット       | ノルウェー | 4時間14分50秒 |
| 10 | エレーヌ・マルクイル         | フランス   | 4時間18分09秒 |